# Ictinogomphus celebensis
Ictinogomphus celebensis är en trollsländeart. Ictinogomphus celebensis ingår i släktet Ictinogomphus och familjen flodtrollsländor. IUCN kategoriserar arten globalt som otillräckligt studerad.

## Underarter
Arten delas in i följande underarter:
- I. c. celebensis
- I. c. velox